# Tertúlia Feminista Les Comadres
La Tertúlia Feminista les Comadres és una associació creada en 1986 a Gijón (Astúries) per denunciar les traves de la societat a la igualtat entre homes i dones. El grup inicial, a l'any 1986, estava format per la María José Capellín, la Dulce Gallego, la Geli González, la Chus Lage, la Lourdes Pérez, l'Ángeles Salle i la Carmen Veiga. Al 2006 l'organització ja estava formada per gairebé un centenar de dones i presidida per Begoña Piñeiro. Així mateix, són membres d'aquesta tertúlia les filòsofes Amelia Valcarcel i Alicia Miyares, com també ho és l'escriptora Berta Piñán. Anualment donen els premis Comadre de Oro, Felpeyu i Babayu, el guardó i el càstig amb què premien les actituds igualitàries i castiguen les masclistes.
En 2014 va ser una de les dues organitzacions impulsores de la protesta El tren de la llibertat, contra la reforma de la Llei de l'Avortament a Espanya presentada pel Ministre de Justícia Alberto Ruíz Gallardón, que va ser considerada la major manifestació feminista de la història d'Espanya.